# Association sportive Nancy-Lorraine (féminines)
 (juin 2025).
Si vous disposez d'ouvrages ou d'articles de référence ou si vous connaissez des sites web de qualité traitant du thème abordé ici, merci de compléter l'article en donnant les références utiles à sa vérifiabilité et en les liant à la section « Notes et références ».
Maillots
La section féminine de l'Association sportive Nancy-Lorraine est un club de football féminin français basé à Nancy qui évolue actuellement en Régional 1.

## Histoire
Créée en 1970 au sein de l'AS Nancy-Lorraine, les Nancéiennes atteignent pour la première fois de leur histoire la Division 1 en 1980, après plusieurs saisons passées dans les divisions de la Ligue de Lorraine.
Jusqu'au début des années 1990, le club alterne le bon et le moins bon, évoluant notamment à sept reprises dans l'élite du football féminin français. Après une longue traversée du désert, le club retrouve le niveau national en 2002 en remontant en Division 2. Mais après plusieurs saisons à ce niveau et en Division 3, le club connait à nouveau les relégations et redescend au niveau régional.
L'équipe fanion du club évolue en Division d'Honneur (DH) depuis la saison 2016-2017 après avoir été reléguée de Division 2 lors de la saison 2015-2016. Après quatre années passées à la tête de la section féminine, Frédéric Biancalani a cédé sa place à Paco Rubio, autre figure emblématique de l'ASNL. Les joueuses retrouvent la seconde division dès la saison suivante en terminant premières de leur groupe en Division d’honneur régional. Pour la saison 2019-2020, à la suite du départ à la retraite de Paco Rubio, Maxime Vautrin devient le nouvel entraîneur. C'est Guillaume Favier qui a pris la relève pour la saison 2023-2024.

## Palmarès
Le tableau suivant liste le palmarès du club actualisé à l'issue de la saison 2018-2019 dans les différentes compétitions officielles au niveau régional et national.
| Compétitions régionales | Compétitions nationales |
| - Championnat de Lorraine (1) - Championnes : 1979 - Division d'honneur régional (3) - Championnes : 1986, 2001, 2017 - Coupe de Lorraine (2) - Vainqueurs : 1977, 1984 | Néant                   |

## Bilan saison par saison
Le tableau suivant retrace le parcours du club depuis la création de la première division en 1974.
| Édition   | Division 1   | Division 2             | Division 3             | Divisions Régionales                         | Coupe de France   |
| 1974-1980 | -            | Championnat inexistant | Championnat inexistant | …                                            | Coupe inexistante |
| 1980-1981 | Premier Tour | Championnat inexistant | Championnat inexistant | -                                            | Coupe inexistante |
| 1981-1982 | Premier Tour | Championnat inexistant | Championnat inexistant | -                                            | Coupe inexistante |
| 1982-1983 | 6e (Gr. A)   | -                      | Championnat inexistant | -                                            | Coupe inexistante |
| 1983-1984 | -            | 3e (Gr. D)             | Championnat inexistant | -                                            | Coupe inexistante |
| 1984-1985 | -            | 6e (Gr. C)             | Championnat inexistant | -                                            | Coupe inexistante |
| 1985-1986 | -            | -                      | Championnat inexistant | …                                            | Coupe inexistante |
| 1986-1987 | 4e (Gr. B)   | Championnat inexistant | Championnat inexistant | -                                            | Coupe inexistante |
| 1987-1988 | 10e (Gr. A)  | Championnat inexistant | Championnat inexistant | -                                            | Coupe inexistante |
| 1988-1989 | -            | Championnat inexistant | Championnat inexistant | …                                            | Coupe inexistante |
| 1989-1990 | -            | Championnat inexistant | Championnat inexistant | …                                            | Coupe inexistante |
| 1990-1991 | 9e (Gr. B)   | Championnat inexistant | Championnat inexistant | -                                            | Coupe inexistante |
| 1991-2001 | -            | …                      | Championnat inexistant | …                                            | Coupe inexistante |
| 2001-2002 | -            | -                      | Championnat inexistant | 1er (CIR Gr. C)                              | non connu         |
| 2002-2003 | -            | 4e (Gr. B)             | -                      | -                                            | non connu         |
| 2003-2004 | -            | 10e (Gr. B)            | -                      | -                                            | non connu         |
| 2004-2005 | -            | -                      | 9e (Gr. B)             | -                                            | non connu         |
| 2005-2006 | -            | -                      | -                      | …                                            | non connu         |
| 2006-2007 | -            | -                      | -                      | …                                            | non connu         |
| 2007-2008 | -            | -                      | 6e (Gr. C)             | -                                            | 1er tour fédéral  |
| 2008-2009 | -            | -                      | 6e (Gr. B)             | -                                            | 1er tour fédéral  |
| 2009-2010 | -            | -                      | 8e (Gr. B)             | -                                            | non connu         |
| 2010-2011 | -            | -                      | Championnat inexistant | 5e (Division d'Honneur) 4e (Int. Als.-Lorr.) | non connu         |
| 2011-2012 | -            | -                      | Championnat inexistant | 3e (Division d'Honneur)                      | 1er tour fédéral  |
| 2012-2013 | -            | -                      | Championnat inexistant | 1re (Division d'Honneur)                     | non connu         |
| 2013-2014 | -            | 6e (Gr. A)             | Championnat inexistant | -                                            | 2e Tour           |
| 2014-2015 | -            | 4e (Gr. A)             | Championnat inexistant | -                                            | 3e Tour           |
| 2015-2016 | -            | 7e (Gr. A)             | Championnat inexistant | -                                            | 32e de finale     |
| 2016-2017 | -            | -                      | Championnat inexistant | 1re (Division d'Honneur)                     | 16e de finale     |
| 2017-2018 | -            | 3e (Gr. B)             | Championnat inexistant | -                                            | 32e de finale     |
| 2018-2019 | -            | 9e (Gr. B)             | Championnat inexistant | -                                            | 1er tour fédéral  |
| 2019-2020 | -            | 5e (Gr. B)             | Championnat inexistant | -                                            | 16e de finale     |
| 2020-2021 | -            | 11e (Gr. B)            | Championnat inexistant | -                                            | Annulée           |
| 2021-2022 | -            | -                      | Championnat inexistant | R1                                           | 1er tour fédéral  |
| 2022-2023 | -            | -                      | Championnat inexistant | 3e R1                                        | Phase régionale   |
| 2023-2024 | -            | -                      | -                      | -                                            | 2e tour fédéral   |

## Joueuses notables
Lors de la saison 2018-2019, l'équipe compte trois joueuses internationales camerounaises : Christine Manie (défenseur), Francine Zouga (milieu) et Marlyse Ngo Ndoumbouk (attaquante).
Christine Manie et Marlyse Ngo Ndoumbouk ont toutes les deux participé à la Coupe du monde féminine 2019 qui s'est déroulée en France.

## Historique du Logo

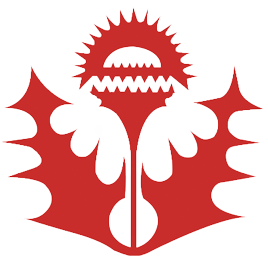
Logo officiel de 1970 à 1996
Logo officiel de 1996 à 2006
Logo officiel de 2006 à 2013
Logo officiel de 2013 à 2018
Logo officiel depuis 2018